# Khăn giấy

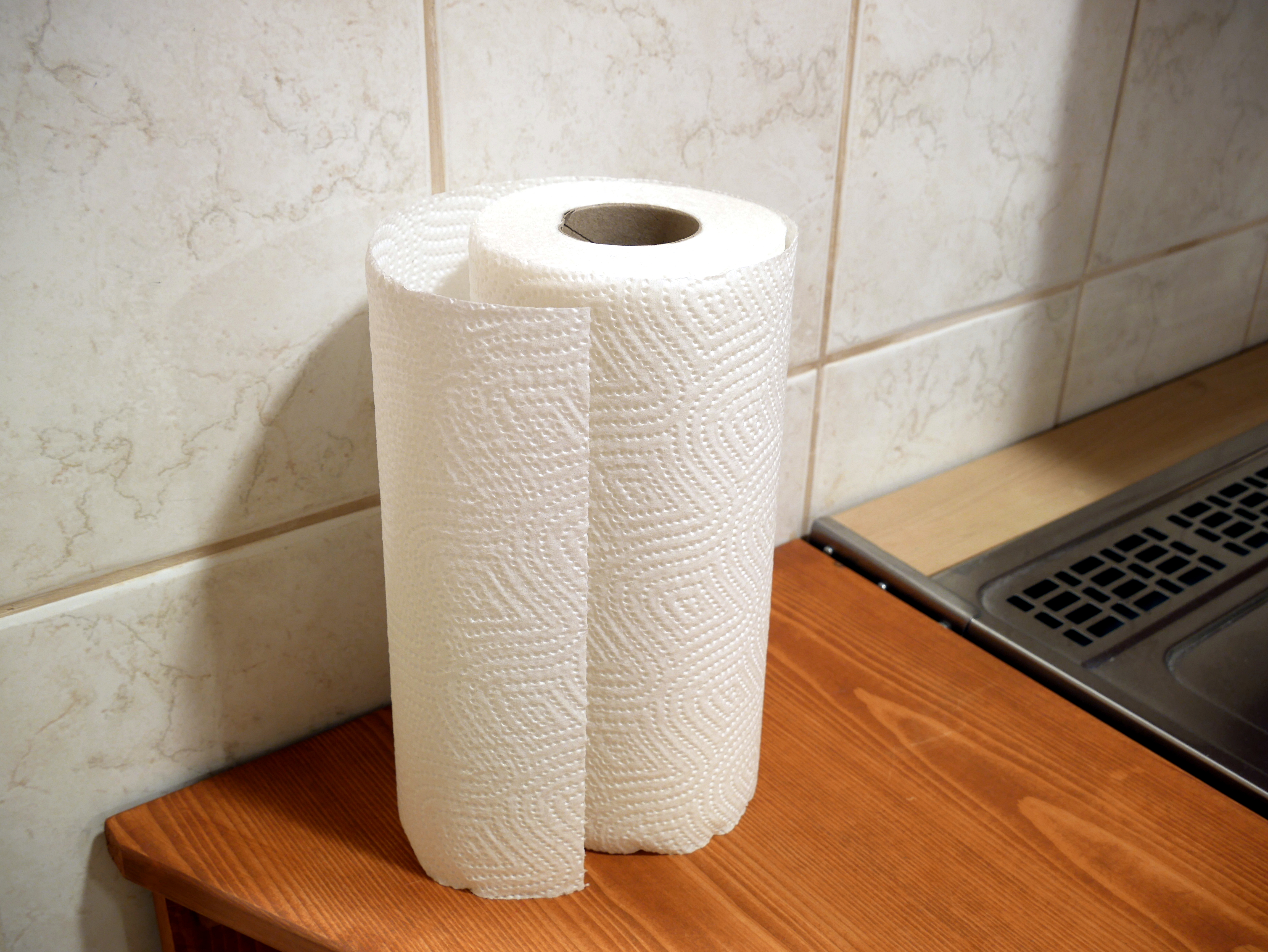
Một cuộn khăn giấy (cuộn khăn bếp)

Khăn giấy là một loại khăn dùng một lần được làm từ giấy. Ở Anh, khăn giấy dùng trong nhà bếp còn được biết đến với tên gọi cuộn khăn bếp, giấy bếp, hoặc khăn bếp. Đối với mục đích sử dụng tại nhà, khăn giấy thường được bán dưới dạng cuộn với các tờ giấy được đục lỗ nối với nhau, nhưng một số được bán theo dạng xếp chồng các lớp đã được cắt và gấp sẵn để sử dụng trong hộp đựng khăn giấy. Khác với khăn vải, khăn giấy là sản phẩm dùng một lần và chỉ dùng một lần. Khăn giấy có khả năng hấp thụ nước vì chúng được dệt lỏng, cho phép nước đi qua giữa các sợi, thậm chí ngược lại với trọng lực (hiện tượng mao dẫn). Chúng có các mục đích sử dụng tương tự như khăn thông thường, chẳng hạn như lau tay, lau cửa sổ và các bề mặt khác, lau bụi, và làm sạch đổ vỡ. Hộp đựng khăn giấy thường được sử dụng trong các cơ sở vệ sinh chung của nhiều người, vì chúng thường được coi là tiện lợi hơn máy sấy tay nhiệt hoặc khăn vải dùng chung.

## Lịch sử
Năm 1907, công ty Scott Paper Company đến từ Philadelphia, Pennsylvania, giới thiệu giấy mềm nhằm ngăn chặn sự lây lan của cúm từ khăn vải trong nhà vệ sinh. Niềm tin phổ biến là điều này là do một phần tình cờ và là giải pháp cho một toa xe lửa đầy cuộn giấy dài dành cho giấy vệ sinh nhưng không thích hợp để cắt thành các mảnh nhỏ hơn. Năm 1919, William E. Corbin, Henry Chase và Harold Titus bắt đầu thử nghiệm với khăn giấy tại tòa nhà Nghiên cứu và Phát triển của Brown Company ở Berlin, New Hampshire. Đến năm 1922, Corbin đã hoàn thiện sản phẩm và bắt đầu sản xuất hàng loạt tại nhà máy Cascade ở đường giới giữa Berlin và Gorham. Sản phẩm này được gọi là Nibroc Paper Towels (đọc ngược từ Corbin). Năm 1931, công ty Scott Paper Company từ Philadelphia, Pennsylvania, giới thiệu cuộn giấy khăn cho bếp. Năm 1995, Kimberly-Clark đã mua lại công ty Scott Paper Company.

## Sản xuất
Khăn giấy được làm từ bột giấy dạng tinh khiết hoặc tái chế, được chiết xuất từ gỗ hoặc cây trồng có sợi. Đôi khi, trong quá trình sản xuất, chúng được tẩy trắng để làm nhạt màu sắc, và cũng có thể được trang trí với các hình ảnh màu sắc trên mỗi tờ (như hoa hoặc gấu bông). Sử dụng nhựa kích thước giúp cải thiện độ bền ướt. Khăn giấy được đóng gói riêng lẻ và bán dưới dạng chồng hoặc được cuộn liên tục, và có hai loại chính: sử dụng trong hộ gia đình và sử dụng trong các cơ sở địa phương. Nhiều công ty sản xuất khăn giấy. Một số thương hiệu phổ biến là Bounty, Seventh Generation, Scott, và Viva, cùng nhiều thương hiệu khác.

## Thị trường
Sản phẩm giấy mềm ở Bắc Mỹ, bao gồm cả khăn giấy, được chia thành thị trường tiêu dùng và thị trường thương mại, với việc sử dụng tiêu dùng trong hộ gia đình chiếm khoảng hai phần ba tổng lượng tiêu thụ ở Bắc Mỹ. Sử dụng thương mại, hoặc bất kỳ việc sử dụng nào ngoài hộ gia đình, chiếm một phần ba còn lại của lượng tiêu thụ ở Bắc Mỹ. Sự tăng trưởng trong việc sử dụng khăn giấy thương mại có thể được quy cho việc chuyển từ sử dụng khăn gấp (trong nhà vệ sinh công cộng, ví dụ) sang hộp đựng cuộn khăn giấy, giúp giảm lượng khăn giấy được sử dụng bởi mỗi người dùng.
Trong ngành công nghiệp sản phẩm từ nguồn gỗ, khăn giấy là một phần quan trọng của "thị trường giấy mềm", chỉ sau giấy vệ sinh.
Trên thế giới, người Mỹ là những người sử dụng khăn giấy cá nhân nhiều nhất tại nhà, với mức tiêu thụ hàng năm trên đầu người khoảng 24 kilôgam (53 lb) (tổng tiêu thụ khoảng 7,8 triệu tấn (7.700.000 tấn Anh; 8.600.000 tấn Mỹ) mỗi năm). Con số này cao hơn 50% so với Châu Âu và gần 500% so với Châu Mỹ Latinh. Ngược lại, người ở Trung Đông thường ưa thích sử dụng khăn vải tái sử dụng, và người ở Châu Âu thường ưa thích sử dụng bọt biển vệ sinh tái sử dụng.
Khăn giấy phổ biến chủ yếu trong số những người có thu nhập sẵn có, do đó việc sử dụng nó cao hơn ở các nước giàu có và thấp ở các nước đang phát triển. Sự tăng cường ý thức về vệ sinh trong thời gian đại dịch đại dịch COVID-19 đã tạo đà tăng trưởng cho thị trường khăn giấy.

## Vấn đề môi trường
Khăn giấy là một sản phẩm toàn cầu với sản lượng sản xuất và tiêu thụ đang tăng. Đứng thứ hai về mức độ tiêu thụ giấy vệ sinh, chỉ sau giấy vệ sinh (36% so với 45% tại Mỹ), sự phổ biến của khăn giấy, phần lớn không thể tái chế, đã gây ra những tác động tiêu cực toàn cầu đối với môi trường. Tuy nhiên, cũng có khăn giấy được làm từ giấy tái chế, và được bán ở nhiều cửa hàng. Một số được sản xuất từ tre, loại cây mọc nhanh hơn cây thông.
Máy sấy tay điện là một phương án thay thế cho việc sử dụng khăn giấy để lau tay. Tuy nhiên, khăn giấy nhanh hơn máy sấy tay: sau mười giây, khăn giấy đạt 90% độ khô, trong khi máy sấy hơi nóng cần 40 giây để đạt độ khô tương tự. Máy sấy tay điện cũng có thể lan truyền vi khuẩn lên tay và quần áo.